# Hanumaigaripalli, Chintamani
Hanumaigaripalli là một làng thuộc tehsil Chintamani, huyện Kolar, bang Karnataka, Ấn Độ.